# Рибельес, Энрике
Энрике Рибельес Серо (исп. Enrique Ribelles Seró; 1 февраля 1934, Пучверд-де-Льейда — 19 марта 2014, Пучверд-де-Льейда) — испанский футболист, полузащитник, выступавший за испанские клубы «Барселона» и «Валенсия».

## Клубная карьера
Рибельес родился в Пучверд-де-Льейде (провинция Льейда, Каталония) и его карьера футболиста началась в местном клубе «Лерида» в 1952 году. В 1956 году он переходит в «Барселону», а его дебют в составе каталонцев в рамках Ла Лиги состоялся 15 декабря 1957 года в гостевом матче (1:1) против «Сарагосы».
В «Барселоне» Рибельес находился в тени игравшего на той же позиции Ладислава Кубалы и провёл за каталонцев 78 матчей и забил 20 голов в различных соревнованиях. В составе «Барселоны» Рибельес дважды становился обладателем Кубка ярмарок, дважды чемпионом Испании и один раз победил в Кубке Испании. В 1961 году Рибельес перебрался в «Валенсию», где провёл 4 следующих сезона и выиграл ещё 2 Кубка ярмарок. Рибельес принимал участие в финале Кубка ярмарок 1962 года, в котором «Валенсия» разгромила (6:2) его бывший клуб «Барселону».

## Достижения
- Барселона

- Кубок ярмарок: 1955/58 (победитель), 1958/60 (победитель)
- Чемпионат Испании: 1958/59 (чемпион), 1959/60 (чемпион)
- Кубок Испании: 1958/59 (победитель)

- Валенсия

- Кубок ярмарок: 1961/62 (победитель), 1962/63 (победитель)